# Superior, Wisconsin
Superior är en stad i den amerikanska delstaten Wisconsin med en yta av 144 km² och en folkmängd som uppgår till 27 244 invånare (2010). Superior är administrativ huvudort i Douglas County.
Superior grundades den 6 november 1854 och beviljades stadsrättigheter den 25 mars 1889. Några år senare godkändes "Where Sail Meets Rail" som stadens officiella slogan.
Superior ligger vid Övre sjöns västra ände i nordvästra Wisconsin. Staden formar tillsammans med grannstaden Duluth i Minnesota en sammanväxt bebyggelse som kallas Twin Ports. Städernas gemensamma hamn är en av de viktigaste vid Stora sjöarna.

## Kända personer
- Kris Benson, basebollspelare
- C.A. Bottolfsen, politiker
- Irvine Lenroot, politiker
- Lewis B. Schwellenbach, politiker
- Oliver Williamson, nationalekonom